# Meridià 92 a l'est
El meridià 92 a l'est de Greenwich és una línia de longitud que s'estén des del pol Nord travessant l'oceà Àrtic, Àsia, l'oceà Índic, l'oceà Antàrtic i l'Antàrtida fins al pol Sud.
El meridià 92 a l'est forma un cercle màxim amb el meridià 88 a l'oest. Com tots els altres meridians, la seva longitud correspon a una semicircumferència terrestre, uns 20.003,932 km. Al nivell de l'Equador, és a una distància del meridià de Greenwich de 10.241 km.

## De Pol a Pol
Començant en el pol Nord i dirigint-se cap al pol Sud, aquest meridià travessa:
| Coordenades                             | País, territori o mar        | Notes |
| --------------------------------------- | ---------------------------- | --- |
| 90° 0′ N, 92° 0′ E / 90.000°N,92.000°E  | Oceà Àrtic                   | Passa a l'est de l'illa Schmidt, Terra del Nord, Krai de Krasnoiarsk, Rússia                                             |
| 80° 24′ N, 92° 0′ E / 80.400°N,92.000°E | Rússia                       | Krai de Krasnoiarsk — Illa Komsomólets, Illa Pioner i arxipèlag Sedov, Terra del Nord                                    |
| 79° 25′ N, 92° 0′ E / 79.417°N,92.000°E | Mar de Kara                  | |
| 77° 38′ N, 92° 0′ E / 77.633°N,92.000°E | Rússia                       | Krai de Krasnoiarsk — Illes Kírov                                                                                        |
| 77° 35′ N, 92° 0′ E / 77.583°N,92.000°E | Mar de Kara                  | |
| 75° 43′ N, 92° 0′ E / 75.717°N,92.000°E | Rússia                       | Krai de Krasnoiarsk Tuvà — des de 51° 48′ N, 92° 0′ E / 51.800°N,92.000°E                                                |
| 50° 41′ N, 92° 0′ E / 50.683°N,92.000°E | Mongòlia                     | |
| 45° 4′ N, 92° 0′ E / 45.067°N,92.000°E  | República Popular de la Xina | Xinjiang Qinghai — des de 38° 56′ N, 92° 0′ E / 38.933°N,92.000°E Tibet — des de 32° 50′ N, 92° 0′ E / 32.833°N,92.000°E |
| 27° 44′ N, 92° 0′ E / 27.733°N,92.000°E | Índia                        | Arunachal Pradesh — reclamat per República Popular de la Xina                                                            |
| 27° 28′ N, 92° 0′ E / 27.467°N,92.000°E | Bhutan                       | |
| 26° 51′ N, 92° 0′ E / 26.850°N,92.000°E | Índia                        | Assam Meghalaya — des de 26° 2′ N, 92° 0′ E / 26.033°N,92.000°E                                                          |
| 25° 11′ N, 92° 0′ E / 25.183°N,92.000°E | Bangladesh                   | |
| 24° 23′ N, 92° 0′ E / 24.383°N,92.000°E | Índia                        | Tripura |
| 23° 41′ N, 92° 0′ E / 23.683°N,92.000°E | Bangladesh                   | |
| 21° 23′ N, 92° 0′ E / 21.383°N,92.000°E | Oceà Índic                   | passa a l'oest de les illes Andaman, Índia (a 11° 33′ N, 92° 12′ E / 11.550°N,92.200°E)                                  |
| 60° 0′ S, 92° 0′ E / 60.000°S,92.000°E  | Oceà Antàrtic                | passa a l'oest de l'illa Drygalski, reclamada per Austràlia (a 65° 44′ S, 92° 12′ E / 65.733°S,92.200°E)                 |
| 66° 29′ S, 92° 0′ E / 66.483°S,92.000°E | Antàrtida                    | Territori Antàrtic Australià, reclamada per Austràlia                                                                    |